# 沃布库尔
沃布库尔（法語：Vaubecourt，法語發音：[vobkuʁ]）是法国默兹省的一个市镇，属于巴勒迪克区。

## 地理
沃布库尔（48°56'4"N, 5°6'44"E）面积22.62 平方千米，位于法国大東部大區默兹省，该省份为法国西北部内陆省份，北与比利时接壤，西接马恩省和阿登省，南至上马恩省和孚日省，东临默尔特-摩泽尔省。
与沃布库尔接壤的市镇（或旧市镇、城区）包括：埃夫尔、巴鲁瓦地区利勒、阿戈讷地区普雷、朗贝库尔-索迈讷、阿戈讷地区瑟伊。

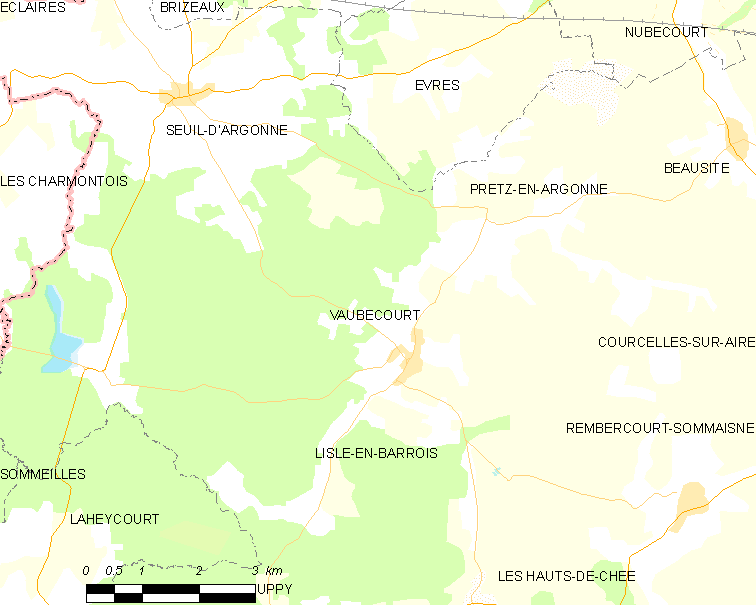
沃布库尔的OSM定位图

沃布库尔的时区为UTC+01:00、UTC+02:00（夏令时）。

## 行政
沃布库尔的邮政编码为55250，INSEE市镇编码为55532。

## 政治
沃布库尔所属的省级选区为奥尔南河畔勒维尼县。

## 人口

1962-2008年间沃布库尔人口变化图示

沃布库尔于2022年1月1日时的人口数量为314人。